# German Gref
German Oskarovič Gref (též Gräf, rusky Герман Оскарович Греф; * 8. února 1964, Kazašská SSR), je ruský politik a podnikatel s německými kořeny. Od května 2000 do září 2007 byl ruským ministrem hospodářství a obchodu. Je generálním ředitelem a předsedou výkonné rady Sberbank, největší ruské banky.

## Život
German Gref se narodil v Kazašské SSR (nyní Kazachstán) do německé rodiny, která tam byla deportována z Ruska v roce 1941. Jeho dědeček přijel do Ruska v roce 1913 na pozvání petrohradské univerzity, kde jako profesor filozofie vyučoval řeckou literaturu. Původní rodinné příjmení Gräf bylo příliš podobné šlechtickému titulu Graf, což v Sovětském svazu nebylo vítáno. Rodina ho tedy po Velké říjnové revoluci změnila na Gref. Za vlády Stalina byli Grefové, stejně jako mnoho jejich krajanů v Sovětském svazu, v roce 1941 násilně vysídleni do Kazachstánu. Žili zde v malé vesnici s Řeky a Čečenci, kteří sem byli rovněž deportováni.
German Gref se tam narodil 8. února 1964 jako druhé ze tří dětí. Jeho matka, ekonomka, pracovala jako účetní, otec Oskar jako zámečník. Rodina mluvila stejně dobře německy i rusky. Gref četl Kanta a Hegela v originále, jeho oblíbeným autorem je Goethe.
Později se Gref podílel na návratu vyhnaných Němců do Ruska – s jeho pomocí byla u Petrohradu postavena celá německá vesnice Strelna.
V letech 1981–1982 pracoval jako právní poradce na v Pavlodarské oblasti. V letech 1982 až 1984 sloužil v armádě. Po dvouleté vojenské službě studoval v letech 1985 až 1990 právo na Omské státní univerzitě na Sibiři.
Poté se zapsal do postgraduálního studia na právnické fakultě Petrohradské státní univerzity. Absolvoval v roce 1993 pod vedením Anatolije Sobčaka. Disertační práci však obhájil až v roce 2011.
V letech 1992–1998 Gref pracoval na několika pozicích v městské správě Petrohradu. V tomto období se seznámil s Vladimirem Putinem, Dmitrijem Medveděvem, Alexejem Kudrinem nebo Dmitrijem Kozakem.

### Práce pro ruskou vládu
V roce 1999 byl Gref jmenován do představenstva státních společností Gazprom a Svjazinvest.
Dne 18. května 2000 byl poprvé jmenován ministrem nově vytvořeného ministerstva pro hospodářský rozvoj a obchod. V roce 2004 byl do funkce znovu jmenován v následujícím kabinetu.
Gref byl velkým zastáncem vstupu Ruska do Světové obchodní organizace. Je také zodpovědný za vytvoření Stabilizačního fondu.
Gref byl vedle Alexeje Kudrina považován za jednoho z liberálních reformátorů ve vládě Vladimira Putina v prvních letech 21. století. Opakovaně vystupoval proti monopolizaci ropného a plynárenského průmyslu. Byl členem představenstva státních společností jako Gazprom, Aeroflot, Rosněfť, Svjazinvest ad.
V lednu 2018 byl Gref přidán na americký seznam 210 osob, které mají blízko k Vladimiru Putinovi. Po ruské invazi na Ukrajinu v roce 2022 na něj byly uvaleny sankce amerického ministerstva financí. V dubnu 2022 byl Gref přidán na sankční seznam Evropské unie. 

### Generální ředitel Sberbank
V listopadu 2007 byl Gref zvolen prezidentem banky Sberbank. Pod jeho vedením prošla banka řadou radikálních změn. 
V roce 2019 akcionáři Sberbank zvolili Grefa prezidentem a předsedou představenstva banky již na čtvrté funkční období. V roce 2023 byl znovuzvolen na další čtyřleté období.